# 費馬的料理
《費馬的料理》是由日本漫畫家小林有吾創作的料理漫畫，自2018年9月起在漫畫雜誌《月刊少年Magazine》上連載。
2023年10月改編為電視劇、2025年1月宣布製作成為電視動畫。

## 故事概要
故事描述受到挫折的天才數學少年，在偶然機會下遇見天才少年廚師，並走上料理之路。運用數學的思考創造出令人訝異的料理，並成長為出色料理人。

## 登場人物
北田岳（聲：富田涼介；幼年：海弓首里）
威爾斯學園理工科的獎學生，但由於天賦所限，他放棄了成為數學家的夢想，在學校食堂打工。畢業後前往朝倉經營的一星餐廳「K」工作。
朝倉海（聲：坂泰斗）
年僅23歲的年輕天才廚師，經營一星餐廳「K」。對將料理程序套入數學公式的北田岳感到十分有興趣。
布袋勝也（聲：遠藤大智）
年輕就以天才糕點師的身份而聞名。
維維亞・米洛（聲：永塚拓馬）
「K」的員工。
赤松蘭菜（聲：依田菜津）
餐廳「K」女廚師，20歲，負責副菜。暗戀海。
福田寧寧（聲：池澤春菜）
負責餐廳「K」大廳的領班。語氣給人感覺十分冷靜。
乾孫六（聲：橘龍丸）
餐廳“K”的員工。暗戀蘭菜。
王明劍（聲：和田将弥）
餐廳“K”的員工。來自中國的廚師。剃著光頭，戴著眼鏡。
達彼得・沙羅・佩尼亞（聲：吉岡琳吾）
餐廳“K”的員工。來自西班牙的廚師。負責魚類料理。也擅長肉類料理。
宍戶邦彦（聲：岩澤俊樹）
餐廳“K”的員工。
安妮特・巴托莉（聲：土師亞文）
餐廳“K”的女侍應。來自法國。她擅長用自然開朗的個性活躍氣氛，擁有葡萄酒資格證書。
花田今日介（聲：照井悠希）
餐廳“K”的男侍應。
黑崎麗子（聲：倉本春奈）
餐廳“K”的女侍應。她冷靜可靠，精通法語，對葡萄酒知識淵博。
鳥越圓（聲：兼政郁人）
餐廳“K”的男侍應。他擁有與法國料理相關的各種資格證書。

### 其他人物
魚見亞由（聲：永瀨安奈）
北田岳在私立名校威爾斯學園的同期女學生，在學校食堂與岳相識，以體育科系畢業。
廣瀨一太郎（聲：古川慎；幼年：川上彩）
在海外名門大學留學的天才數學家。
武藏神樂（聲：若山詩音）
才華橫溢的女孩，岳的青梅竹馬，曾代表日本參加數學奧林匹克競賽並獲得銀牌。她的父親是眾議院議員武藏魏一。
武藏魏一（聲：山口太郎）
武藏神樂的父親，本身是議員也是威爾斯學園的贊助者之一。
西門景勝（聲：岩崎征實）
私立威爾斯學園的理事長。
北田勳（聲：松田健一郎）
北田岳的父親。經營著摩托車店。

## 出版書籍
| 集數 | 講談社        | 講談社                 |
| 集數 | 發售日期      | ISBN                   |
| ---- | ------------- | ---------------------- |
| 1    | 2019年6月28日 | ISBN 978-4-06-520616-4 |
| 2    | 2020年7月30日 | ISBN 978-4-06-520616-4 |
| 3    | 2022年5月30日 | ISBN 978-4-06-527610-5 |
| 4    | 2023年9月28日 | ISBN 978-4-06-533334-1 |
| 5    | 2025年4月30日 | ISBN 978-4-06-539001-6 |

## 電視劇
《費馬的料理》是TBS電視台於2023年10月20日至12月22日播出的週五連續劇，由高橋文哉及志尊淳雙主演。
臺灣由KKTV於2023年10月21日起跟播。

### 演員列表

#### 主要人物
- 北田岳：高橋文哉[8]
- 朝倉海：志尊淳[8]

#### K
海擔任老闆兼廚師的2星餐廳。
- 赤松蘭菜：小芝風花[9]

廚師。負責前菜。
- 乾孫六：板垣李光人[10]

最年輕的廚師。
- 王明劍：朝井大智[11]

廚師。負責湯品。來自中國。
- David Saro Peña：費南德茲直行[11]

廚師。負責魚料理。來自法國。
- Juan Jorudan：Jua[11]

廚師。負責甜品。電視劇原創角色。
- 黑崎麗子：井頭愛海[11]

服務生。精通法語以及酒類。
- Annette Bartoli：八木亞里紗[11]

服務生。來自法國。擁有酒類相關證照。
- 鳥越円：木田佳介[11]

服務生。擁有各樣法國料理相關證照。
- 布袋勝也：細田善彥[12]

副料理長。
- 福田寧寧：宮澤艾瑪[10]

領班。

#### 周邊人物
- 魚見亞由：白石聖[10]

岳的高中同學。游泳部。
- 武藏神樂：久保田紗友[11]

岳的青梅竹馬。眾議院議員的女兒。曾經獲得數學奧林匹克金牌。
- 廣瀨一太郎：細田佳央太[13]

岳的競爭對手。數學實力強大，是岳放棄成為數學家的原因。
- 西門景勝：及川光博[14]

岳所就讀高中「私立VERUS學園」的理事長。
- 北田勲：宇梶剛士[12]

岳的父親。經營「北田Bicycle」。獨自一人把兒子拉拔長大。
- 北田凪：知花鞍羅

岳的母親。
- 赤松櫻：釋由美子

赤松蘭菜的母親。
- 淡島優作：高橋光臣[12]

為了省掉醬汁弄髒衣服而洗衣服的時間，每次晚餐都裸著上半身吃飯的神秘男子。
- 涉谷克洋：仲村亨[10]

料理界的傳說廚師。
- 綿貫哲平：早乙女太一

非常具有影響力的美食評論家。
- 武藏魏一：堀部圭亮

眾議院議員、武藏神樂的父親。

#### 其他人物
- 北田岳（幼少期）：黑木將盛

- 朝倉海（幼少期）：森島律斗

- 赤松蘭菜（幼少期）：浦上雙葉

- 赤松蘭菜（青少女期）：柴田MIKOTO

- 武藏神樂（幼少期）：安藤SENA

- 南条：河野安郎

「K」的投資者。
- 瀧澤：平野舞

「K」的投資者。
- 校長：中西茂樹

「私立VERUS學園」的校長。
- 櫻井：今藤洋子

派對的客人。

### 製作團隊
- 原作：小林有吾《費馬的料理》（講談社《月刊少年Magazine》連載）
- 劇本：渡邊雄介、三浦希紗
- 主題曲：10-FEET《Re方程式》（日本環球音樂）[15]
- 配樂：木村秀彬
- 製作人：中西真央
- 導演：石井康晴、平野俊一、大内舞子
- 製作：TBS電視台

### 播出日程
- 第1話加長15分鐘（22:00 - 23:09）。

| 集數                                                                      | 播出日期 | 日文標題 | 編劇     | 導演     | 收視率 |
| ------------------------------------------------------------------------- | -------- | -------- | -------- | -------- | ------ |
| 第1話                                                                     | 10月20日 |          | 渡邊雄介 | 石井康晴 | 5.5%   |
| 第2話                                                                     | 10月27日 |          | 渡邊雄介 | 石井康晴 | 5.9%   |
| 第3話                                                                     | 11月03日 |          | 渡邊雄介 | 平野俊一 | 5.3%   |
| 第4話                                                                     | 11月10日 |          | 三浦希紗 | 平野俊一 | 5.4%   |
| 第5話                                                                     | 11月17日 |          | 三浦希紗 | 石井康晴 | 5.0%   |
| 第6話                                                                     | 11月24日 |          | 渡邊雄介 | 大內舞子 | 4.5%   |
| 第7話                                                                     | 12月01日 |          | 渡邊雄介 | 平野俊一 | 5.2%   |
| 第8話                                                                     | 12月08日 |          | 渡邊雄介 | 石井康晴 | 4.9%   |
| 第9話                                                                     | 12月15日 |          | 渡邊雄介 | 大内舞子 | 4.5%   |
| 最終話                                                                    | 12月22日 |          | 渡邊雄介 | 石井康晴 | 4.3%   |
| 平均收視率 5.1%（收視率由Video Research調查關東地區、家戶的即時統計資料） |          |          |          |          |        |

## 电视动画

### 製作人員
- 原作：小林有吾（連載於「講談社《月刊少年Magazine》」）
- 導演監督：市川量也
- 導演助理：海江田美幸
- 劇本統籌、劇本、動畫製作：Domerica（日语：ドメリカ）
- 角色設計、總作畫監督：岡本岳、柏木五月
- 色彩設計：渡邊安美
- 美術監督：高田真理
- 美術設定：佐藤久美
- 監督補佐：海江田美幸
- 攝影監督：山越康司、鎌田麻友美
- CG監督：深田明日香
- 音響監督：本山哲
- 音響製作：叶音
- 音樂：五十嵐聰（TOKYO LOGIC）
- 出品製作：費馬的料理製作委員會

### 主题曲
片头曲
演唱、作詞、作曲：OSHIKIKEIGO
片尾曲
演唱：DXTEEN，作詞、作曲：Susumu Kawaguchi、Shun Kusakawa，編曲：Susumu Kawaguchi

### 各话列表
| 话数  | 标题              | 分镜                           | 演出       | 作画监督                                                     | 首播日期      |
| ----- | ----------------- | ------------------------------ | ---------- | ------------------------------------------------------------ | ------------- |
| 第1话 | 黑衣男子          | 海江田美幸、赤木夏香、花井俊   | 海江田美幸 | 海江田美幸、清水朱音、高田真理、鎌田麻友美、渡邊安美         | 2025年 7月5日 |
| 第2话 | 真理之門          | 佐藤久美、赤木夏香、花井俊     | 佐藤久美   | 佐藤久美、清水朱音、高田真理、鎌田麻友美、渡邊安美、坂井綾乃 | 7月12日       |
| 第3话 | 以料理挑戰神明    | 深田明日香、藤井弘喜、小山綾音 | 深田明日香 | 鎌田麻友美、渡邊安美、坂井綾乃                               | 7月19日       |
| 第4话 | 前無古人 後無來者 | 大塚麻貴子、赤木夏香、花井俊   | 大塚麻貴子 | 大塚麻貴子、鎌田麻友美、渡邊安美、坂井綾乃                   | 7月26日       |
| 第5话 | 鄉愁與料理        | 海江田美幸、小山綾音           | 海江田美幸 | 海江田美幸、鎌田麻友美、渡邊安美                             | 8月9日        |
| 第6话 | 重疊的現象        | 佐藤久美、藤井弘喜、伏見友葉   | 佐藤久美   | 佐藤久美、鎌田麻友美、渡邊安美                               | 8月16日       |
| 第7话 | 夢                | 深田明日香、赤木夏香、谷口初音 | 深田明日香 | 鎌田麻友美、渡邊安美                                         | 8月23日       |

### BD
| 卷數 | 發行日期           | 收錄話數     | 規格編號  |
| ---- | ------------------ | ------------ | --------- |
| BOX  | 2025年11月12日預定 | 第1話—第12話 | BIXA-1270 |

## 外部連結
- 費馬的料理｜月刊少年Magazine （页面存档备份，存于）（日語）
- 官方网站－TBS電視台 （日語）
  - 電視劇的X（前Twitter）（日語）
  - 電視劇的Instagram帳戶（日語）
  - 電視劇的TikTok（日語）
- 在Netflix上觀看《費馬的料理》
- 電視動畫「費馬的料理」官方網站（日語）